# Lizzy Caplan
Elizabeth Anne "Lizzy" Caplan (Los Angeles, Califórnia, 30 de junho de 1982) é uma atriz norte-americana. Ela é mais conhecida por seus papéis na série da CBS, The Class; no filme de 2004, Meninas Malvadas e no filme de 2008, Cloverfield - Monstro. Ela também estrelou na aclamada série de TV, True Blood da HBO em 2008, e recentemente estrelou como Casey na comédia da Starz Network, Party Down.

## Primeiros anos de vida
Caplan nasceu e foi criada em Los Angeles, Califórnia. Ela cresceu em uma família de reforma judaica. Caplan estudou na Alexander Hamilton High School, uma escola pública na zona oeste de Los Angeles. Caplan era uma estudante na prestigiada Academy of Music, uma realização de programa de artes, e decidiu a perseguir a carreira, logo depois que ela perdeu o interesse em tocar piano. Ela estrelou em produções como Much Ado About Nothing e You Can't Take It with You. Caplan formou-se em 2000.

## Carreira
Caplan começou sua carreira na televisão em 1999 interpretando o papel de Sara na série aclamada pela crítica Freaks and Geeks. Caplan teve uma série de aparições em várias séries de televisão, e foi convidada para o The Sharon Osbourne Show. Ela também apareceu no videoclipe da música "You and I Both" de Jason Mraz. Em 2001, ela interpretou Tina Greer em um episódio de Smallville e reprisou o papel em 2003. Ela apareceu em dois episódios da série Once and Again como Sarah, a ex-namorada da personagem de Mischa Barton, Katie Singer.
Ela ganhou notoriedade em 2004 com o filme Mean Girls, onde desempenhou Janis Ian. Em 2003, ela estrelou a série de televisão The Pitts, interpretando Faith Pitt. Na segunda temporada de Tru Calling, ela interpretou Avery Bishop, uma amiga de Tru Davies.
Caplan ganhou um papel de protagonista em 2005 interpretando Marjee Sorelli, a irmã problemática em Related. A série foi cancelada depois da 1ª temporada. Em 2006, Caplan desempenhou o papel de Sara no filme Love Is the Drug. Caplan estave no elenco da sitcom da CBS The Class, que estreou em 18 de setembro de 2006 e durou uma temporada. Ela interpretou Kat Warbler.
Caplan, juntamente com Jason Ritter, apresentou o People's Choice Award na categoria "trilha sonora favorita de um filme" em janeiro de 2007.
Em 2008, Caplan apareceu no filme Cloverfield interpretando Marlena Diamond, e foi nomeado para o Prêmio Saturno de "Melhor Atriz Coadjuvante". Ela também apareceu na comédia romântica My Best Friend's Girl, ela interpretou Ami, a melhor amiga e companheira de quarto de Alexis (Kate Hudson. Ela é a voz da Faith Pitt na versão animada de The Pitts, lançado em 2009. Em 2008, Caplan estrelou na série True Blood.
Caplan também apareceu recentemente na série Party Down, interpretando uma comediante lutadora que faz parte de uma equipe de catering. Em 2010, ela apareceu em 127 Hours, o filme dirigido por Danny Boyle. Baseado em uma história real, Caplan interpretou a irmã do alpinista Aron Ralston interpretado por James Franco que foi forçado a amputar seu próprio braço depois de ser preso por uma pedra.
No início de 2012, Caplan estreou dois filmes no Festival Sundance de Cinema: Save the Date e Bachelorette. Também em 2012, Caplan apareceu em vários episódios do seriado New Girl como Julia. Em março de 2012, ela filmou o piloto Masters of Sex. O piloto foi dirigido por John Madden.
Em 2014 teve papel coadjuvante no filme The Interview (A Entrevista, no Brasil), lançado nos cinemas brasileiros em 29 de janeiro de 2015.

## Vida pessoal
Caplan namorou o ator Matthew Perry, com quem se relacionou desde 2006. Ela é madrinha de Birdie Leigh Silverstein, filha da atriz Busy Philipps com o roteirista Marc Silverstein.

## Filmografia
| Filmes | Filmes                         | Filmes           | Filmes                      |
| Ano    | Título                         | Papel            | Notas                       |
| ------ | ------------------------------ | ---------------- | --------------------------- |
| 2000   | From Where I Sit               | Lily             | Para TV                     |
| 2001   | Close to Home                  | Leigh            | Para TV                     |
| 2002   | Orange County                  | Garota na festa  | Participação especial       |
| 2002   | Everybody's Doing It           | Angela           | Para TV                     |
| 2003   | Hardcore Action News           | Lizzy Lyons      | Curta-metragem              |
| 2004   | Mean Girls                     | Janis Ian        |                             |
| 2006   | Love Is the Drug               | Sara Weller      |                             |
| 2007   | Crashing                       | Jacqueline       |                             |
| 2008   | Cloverfield                    | Marlena Diamond  |                             |
| 2008   | My Best Friend's Girl          | Ami              |                             |
| 2009   | Crossing Over                  | Marla            |                             |
| 2010   | Successful Alcoholics          | Lindsay          | Curta-metragem              |
| 2010   | True Love                      | Connie           | Para TV                     |
| 2010   | Hot Tub Time Machine           | April            |                             |
| 2010   | The Last Rites of Ransom Pride | Juliette Flowers |                             |
| 2010   | 127 Hours                      | Sonja Ralston    |                             |
| 2011   | High Road                      | Sheila           |                             |
| 2011   | Home for Actresses             | Lizzy            | Curta-metragem              |
| 2011   | Queens of Country              | Jolene Gillis    |                             |
| 2012   | Save the Date                  | Sarah            |                             |
| 2012   | Bachelorette                   | Gena             |                             |
| 2012   | Frankie Go Boom                | Lassie           |                             |
| 2012   | Marvel One-Shots               | Claire           | Curta-metragem              |
| 2014   | The Interview                  | Agente Lacey     | longa metragem independente |
| 2015   | The Night Before               | Diana            |                             |
| 2016   | Now You See Me 2               | Lula May         |                             |

| Televisão/ Web Séries | Televisão/ Web Séries     | Televisão/ Web Séries | Televisão/ Web Séries                                  |
| Ano                   | Título                    | Papel                 | Notas                                                  |
| --------------------- | ------------------------- | --------------------- | ------------------------------------------------------ |
| 1999-2000             | Freaks and Geeks          | Sara                  | 4 episódios                                            |
| 2001                  | Undeclared                | Menina bonita         | episódio: "Prototype"                                  |
| 2001                  | Once and Again            | Sarah                 | episódio: "Tough Love"                                 |
| 2001-2003             | Smallville                | Tina Greer            | 2 episódios                                            |
| 2003                  | The Pitts                 | Faith Pitt            | 7 episódios                                            |
| 2005                  | Tru Calling               | Avery Bishop          | 4 episódios                                            |
| 2005-2006             | Related                   | Marjee Sorelli        | 19 episódios                                           |
| 2006-2007             | The Class                 | Kat Warbler           | 19 episódios                                           |
| 2006-2009             | American Dad!             | Debbie (voz)          | 5 episódios                                            |
| 2008                  | The Life and Times of Tim |                       | episódio: "Insurmountable High Score/Tim vs. the Baby" |
| 2008                  | True Blood                | Amy Burley            | 6 episódios                                            |
| 2009-2010             | Party Down                | Casey Klein           | 20 episódios                                           |
| 2010                  | Childrens Hospital        | Harmony               | episódio: "Show Me on Montana"                         |
| 2011                  | Wainy Days                | Arielle               | episódio: "Kelly and Arielle Parte 2"                  |
| 2011                  | The Cleveland Show        | Patty (voz)           | episódio: "The Essence of Cleveland"                   |
| 2011                  | Mr. Sunshine              | Vivian Cornelli       | episódio: "Ben and Vivian"                             |
| 2011                  | Childrens Hospital        | Casey Klein           | episódio: "Party Down"                                 |
| 2012                  | New Girl                  | Julia                 | 4 episódios                                            |
| 2013-2016             | Newsreaders               | Anya Turpo            | episódio: "Hedge Fun"                                  |
| 2013-2016             | Masters of Sex            | Virginia E. Johnson   | Protagonista                                           |
| 2019                  | [[Castle Rock]            | Annie Wilkes          | Protagonista                                           |

## Prêmios e Indicações
| Premiação                        | Ano  | Categoria                               | Projeto             | Resultado | Ref.   |
| -------------------------------- | ---- | --------------------------------------- | ------------------- | --------- | ------ |
| Emmy Award                       | 2014 | Melhor atriz em série de drama          | Masters of Sex      | Indicado  | [ 13 ] |
| Critics` Choice Television Award | 2014 | Melhor atriz em série dramática         | Masters of Sex      | Indicado  | [ 13 ] |
| Satellite Awards                 | 2014 | Melhor atriz em série de drama          | Masters of Sex      | Indicado  | [ 13 ] |
| Satellite Awards                 | 2015 | Melhor atriz em série de drama          | Masters of Sex      | Indicado  | [ 13 ] |
| Emmy Award                       | 2023 | Melhor atriz em minissérie ou telefilme | A Nova Vida de Toby | Pendente  | [ 13 ] |